# Shellshock
Shellshock, inna nazwa Bashdoor – rodzina błędów bezpieczeństwa w oprogramowaniu powłoki UNIXa, Linuksa i systemu Macintosha. W ekstremalnych przypadkach błąd pozwala na zdalne uruchomienie dowolnego kodu z prawami administratora. Dziura została odkryta 24 września 2014, chociaż istniała od września 1989 (od wersji Bash 1.04).